# Чемпионат Беларуси по баскетболу
Вы́сшая ли́га Белару́си — является национальной лигой Беларуси, первый розыгрыш был сыгран в сезоне 1992/1993, который выиграл минский РТИ.
В чемпионате Беларуси выступают 12 команд.

## Победители
| Год  | Чемпион          | 2 место            | 3 место                 |
| ---- | ---------------- | ------------------ | ----------------------- |
| 2025 | Гродно-93        | БК Минск           | Рубон Витебск           |
| 2024 | БК Минск         | Гродно-93          | Борисфен Могилёв        |
| 2023 | БК Минск         | Гродно-93          | Борисфен Могилёв        |
| 2022 | Цмоки-Минск      | Борисфен Могилёв   | Гродно-93               |
| 2021 | Цмоки-Минск      | Борисфен Могилёв   | Импульс-БГУИР Мин. обл. |
| 2020 | Цмоки-Минск      | Борисфен Могилёв   | Гродно-93               |
| 2019 | Цмоки-Минск      | Борисфен Могилёв   | Цмоки-Минск-Резерв      |
| 2018 | Цмоки-Минск      | Борисфен Могилёв   | Гродно-93               |
| 2017 | Цмоки-Минск      | Гродно-93          | Борисфен Могилёв        |
| 2016 | Цмоки-Минск      | Гродно-93          | Борисфен Могилёв        |
| 2015 | Цмоки-Минск      | Гродно-93          | Борисфен Могилёв        |
| 2014 | Цмоки-Минск      | Гродно-93          | Цмоки-Минск-2           |
| 2013 | Цмоки-Минск      | Гродно-93          | Сож Гомель              |
| 2012 | Минск-2006       | Гродно-93          | Минск-2006-2            |
| 2011 | Минск-2006       | Гродно-93          | ОЗАА Осиповичи          |
| 2010 | Минск-2006       | Гродно-93          | ОЗАА Осиповичи          |
| 2009 | Минск-2006       | Виталюр Минск      | ОЗАА Осиповичи          |
| 2008 | Виталюр Минск    | ОЗАА Осиповичи     | Гродно-93               |
| 2007 | Виталюр Минск    | Гродно-93          | ОЗАА Осиповичи          |
| 2006 | Виталюр Минск    | Гродно-93          | ОЗАА Осиповичи          |
| 2005 | Виталюр Минск    | Гродно-93          | Локомотив Витебск       |
| 2004 | Гродно-93        | Локомотив Витебск  | РШВСМ Минск             |
| 2003 | Гродно-93        | РТИ-РУОР Минск     | Минск-БНТУ              |
| 2002 | Гродно-93        | Спартак Гомель     | РТИ Минск               |
| 2001 | Гродно-93        | РТИ Минск          | Спартак Гомель          |
| 2000 | Гродно-93        | Спартак Гомель     | РТИ-ОЗАА Осиповичи      |
| 1999 | Гродно-93        | РТИ-ОЗАА Осиповичи | Автозаводец Минск       |
| 1998 | Гродно-93        | Локомотив Витебск  | РТИ-ОЗАА Осиповичи      |
| 1997 | РУОР Минск       | Гродно-93          | РТИ Минск               |
| 1996 | Гродно-93        | РТИ Минск          | Автозаводец Минск       |
| 1995 | РТИ Минск        | Гродно-93          | Автозаводец Минск       |
| 1994 | РТИ-2-РУОР Минск | РТИ Минск          | Автозаводец Минск       |
| 1993 | РТИ Минск        | РТИ-2-РУОР Минск   | ЭНКА Мин. обл.          |

## Чемпионы Беларуси по баскетболу
1992-93 РТИ (Минск) (1-й раз) Руслан Бойдаков, Георгий Бочков, Валерий Дайнеко, Андрей Клемезь (1), Андрей Кривонос (1), Александр Лобажевич (1), Александр Родионов (1), Сергей Светник (1), Сергей Ткаченко (1), Дмитрий Шумихин. Тренер — Александр Борисов (1).
1993-94 РТИ-2-РУОР (Минск) (1) Денис Бирюков (1), Александр Веренич (1), Андрей Кривонос (2), Дмитрий Кузьмин (1), Александр Куль (1), Алексей Лашкевич (1), Егор Мещеряков (1), Александр Подолянчик (1), Александр Попков, Алексей Пынтиков (1), Андрей Свиридов, Константин Хорошилов. Тренер — Михаил Тайц.
1994-95 РТИ (Минск) (2) Александр Зыскунов, Дмитрий Колтунов, Андрей Кривонос (3), Дмитрий Кузьмин (2), Александр Лобажевич (2), Егор Мещеряков (2), Александр Подолянчик (2), Алексей Пынтиков (2), Александр Родионов (2), Сергей Ткаченко (2). Тренер — Александр Борисов (2).
1995-96 Гродно-93 (Гродно) (1) Андрей Василевко (1), Олег Гладкий, Павел Григорьев (1), Юрий Качан (1), Владимир Кец (1), Виталий Маклаков (1), Александр Нарушевич (1), Руслан Носенко (1), Алексей Ольшевский, Юрий Черняк (1), Владимир Шарко (1). Тренер — Евгений Кец (1).
1996-97 РУОР (Минск) (2) Николай Алексеев, Евгений Баронов, Денис Бирюков (2), Игорь Галабурда, Кирилл Дыдик (1), Сергей Кец (1), Олег Кривонос, Алексей Лашкевич (2), Игорь Наливайко, Константин Тертель, Валерий Хаменя, Геннадий Цыркин. Тренер — Александр Попков.
1997-98 Гродно-93 (Гродно) (2) Андрей Василевко (2), Олег Верболь, Юрий Качан (2), Александр Кец, Владимир Кец (2), Сергей Кец (2), Александр Кудрявцев (1), Виталий Маклаков (2), Александр Нарушевич (2), Руслан Носенко (2), Андрей Плотников (1), Сергей Светник (2), Юрий Черняк (2). Тренер — Евгений Кец (2).
1998-99 Гродно-93 (Гродно) (3) Андрей Василевко (3), Павел Григорьев (2), Сергей Жармухамедов (1), Юрий Качан (3), Олег Кващук (1), Сергей Кец (3), Александр Нарушевич (3), Руслан Носенко (3), Алексей Пынтиков (3), Алексей Субботин, Юрий Черняк (3), Владимир Шарко (2). Тренер — Александр Борисов (3).
1999—2000 Гродно-93 (Гродно) (4) Андрей Василевко (4), Павел Григорьев (3), Сергей Жармухамедов (2), Олег Кващук (2), Денис Коршук (1), Пётр Крищик (1), Руслан Носенко (4), Эдуард Прийма (1), Алексей Пынтиков (4), Юрий Черняк (4), Владимир Шарко (3). Тренер — Александр Борисов (4).
2000-01 Гродно-93 (Гродно) (5) Арсений Бессмертный (1), Андрей Василевко (5), Сергей Жармухамедов (3), Юрий Качан (4), Олег Кващук (3), Андрей Клемезь (2), Денис Коршук (2), Пётр Крищик (2), Эдуард Прийма (2), Алексей Пынтиков (5), Роман Сафронов (1), Владимир Шарко (4). Тренер — Александр Борисов (5).
2001-02 Гродно-93 (Гродно) (6) Арсений Бессмертный (2), Андрей Василевко (6), Томас Венскунас, Юрий Качан (5), Олег Кващук (4), Эгидиус Ковалюнас, Денис Коршук (3), Арсений Кучинский (1), Кирилл Мисюченко, Эдуард Прийма (3), Алексей Пынтиков (6), Владимир Шарко (5). Тренер — Александр Борисов (6).
2002-03 Гродно-93 (Гродно) (7) Жидрунас Валуцкис, Андрей Василевко (7), Юрий Качан (6), Георгий Кондрусевич (1), Денис Коршук (4), Атис Озолс, Спартак Погребнёв (1), Алексей Пынтиков (7), Пётр Саросек (1), Роман Сафронов (2), Максим Тишенков (1), Юрий Черняк (5), Владимир Шарко (6). Тренер — Александр Борисов (7).
2003-04 Гродно-93 (Гродно) (8) Андрей Василевко (8), Кирилл Дыдик (2), Дмитрий Зайцев (1), Юрий Качан (7), Денис Коршук (5), Алексей Пынтиков (8), Пётр Саросек (2), Анатолий Свиридов, Максим Тишенков (2), Юрий Черняк (6). Тренер — Александр Борисов (8).
2004-05 Виталюр (Минск) (1) Александр Бибик (1), Александр Веренич (2), Константин Ефремов, Александр Игнатик (1), Георгий Кондрусевич (2), Денис Коршук (6), Артём Параховский (1), Андрей Плотников (2), Эдуард Прийма (4), Алексей Пынтиков (9), Алексей Тростинецкий (1), Андрей Цедрик, Владимир Шарко (7), Максим Шустов (1), Юрий Яцук (1). Тренер — Михаил Фейман (1).
2005-06 Виталюр (Минск) (2) Александр Бибик (2), Александр Игнатик (2), Георгий Кондрусевич (3), Никита Мещеряков (1), Александр Осипович, Артём Параховский (2), Алексей Пынтиков (10), Томас Ринкявичус, Алексей Тростинецкий (2), Владимир Шарко (8), Максим Шустов (2), Юрий Яцук (2). Тренер — Александр Борисов (9).
2006-07 Виталюр (Минск) (3) Александр Бибик (3), Александр Веренич (3), Константин Ерёменко (1), Лев Загайнов, Александр Игнатик (3), Дмитрий Кузьмин (3), Спартак Погребнёв (2), Алексей Пынтиков (11), Алексей Тростинецкий (3), Владимир Шарко (9), Максим Шустов (3), Юрий Яцук (3). Тренер — Александр Борисов (10).
2007-08 Виталюр (Минск) (4) Александр Бибик (4), Сергей Губанов, Сергей Дадыкин, Константин Ерёменко (2), Дмитрий Зайцев (2), Миндаугас Калвелис, Иван Караваев, Арсений Кучинский (2), Спартак Погребнёв (3), Алексей Тростинецкий (4), Владимир Шарко (10), Максим Шустов (4), Юрий Яцук (4). Тренер — Михаил Фейман (2).
2008-09 Минск-2006 (Минск) (1) Шарунас Велюс, Ростислав Вергун (1), Александр Веренич (4), Денис Коршук (7), Александр Куль (2), Алексей Пынтиков (12), Данте Стиггерс (1), Алексей Тростинецкий (5), Генри Харрисон (1), Карлос Хурт, Владимир Шарко (11), Дмитрий Шилович (1), Павел Яковицкий (1). Тренер — Андрей Кривонос (1).
2009-10 Минск-2006 (Минск) (2) Ростислав Вергун (2), Денис Коршук (8), Дмитрий Кузьмин (4), Александр Куль (3), Джейсон Маккой, Данте Стиггерс (2), Алексей Тростинецкий (6), Александр Фомин (1), Генри Харрисон (2), Владимир Шарко (12), Дмитрий Шилович (2), Павел Яковицкий (2). Тренер — Андрей Кривонос (2).
2010-11 Минск-2006 (Минск) (3) Ростислав Вергун (3), Шон Кинг (1), Олег Коженец (1), Денис Коршук (9), Александр Кудрявцев (2), Дмитрий Кузьмин (5), Александр Куль (4), Алексей Лашкевич (3), Ненад Пистолевич, Алексей Тростинецкий (7), Лэрри Холл, Владимир Шарко (13), Павел Яковицкий (3). Тренер — Андрей Кривонос (3).
2011-12 Минск-2006 (Минск) (4) Ростислав Вергун (4), Олег Коженец (2), Александр Кудрявцев (3), Алексей Лашкевич (4), Бобби Мэйз, Джастин Нокс, Юстинас Синица, Алексей Тростинецкий (8), Александр Фомин (2), Владимир Шарко (14). Тренер — Андрей Кривонос (4).
2012-13 Цмоки-Минск (Минск) (5) Тиерре Браун, Видас Гиневичюс, Денис Коршук (10), Александр Кудрявцев (4), Алексей Лашкевич (5), Атер Маджок, Александр Пустогвар (1), Алексей Тростинецкий (9), Павел Ульянко (1). Тренер — Андрей Кривонос (5).
2013-14 Цмоки-Минск (Минск) (6) Кейт Бенсон, Денис Коршук (11), Алексей Лашкевич (6), Виталий Лютыч (1), Никита Мещеряков (2), Бранко Миркович (1), Алексей Тростинецкий (10), Павел Ульянко (2), Винсент Хантер, Демонте Харпер. Тренер — Андрей Кривонос (6).
2014-15 Цмоки-Минск (Минск) (7) Александр Кудрявцев (5), Алексей Лашкевич (7), Виталий Лютыч (2), Иван Мараш (1), Никита Мещеряков (3), Бранко Миркович (2), Денис Пастухов, Александр Семенюк (1), Павел Ульянко (3), Рашон Фримен. Тренер — Игорь Грищук (1).
2015-16 Цмоки-Минск (Минск) (8) Евгений Белянков (1), Джастин Грей (1), Сергей Козлов, Александр Кудрявцев (6), Алексей Лашкевич (8), Виталий Лютыч (3), Иван Мараш (2), Бранко Миркович (3), Александр Семенюк (2), Павел Ульянко (4), Энтони Хиллиард. Тренер — Игорь Грищук (2).
2016-17 Цмоки-Минск (Минск) (9) Евгений Белянков (2), Джастин Грей (2), Антонио Грейвс, Александр Кудрявцев (7), Алексей Лашкевич (9), Никита Мещеряков (4), Александр Семенюк (3), Алексей Тростинецкий (11), Павел Ульянко (5). Тренер — Александр Крутиков.
2017-18 Цмоки-Минск (Минск) (10) Иван Аладко (1), Евгений Белянков (3), Дмитрий Борисёнок, Сергей Вабищевич (1), Антон Вашкевич, Тимофей Евсиевич, Вячеслав Корж, Александр Кудрявцев (8), Алексей Лашкевич (10), Максим Лютыч, Никита Мещеряков (5), Андрей Навойчик, Виктор Овсепян, Андрей Рогозенко (1), Дмитрий Росликов, Роман Рубинштейн, Девон Саддлер (1), Максим Сазонов, Максим Салаш (1), Александр Семенюк (4), Андрей Стабровский (1), Сергей Татур, Алексей Тростинецкий (12), Кристофер Черапович, Кирилл Чумаков (1). Тренер — Ростислав Вергун (1).
2018-19 Цмоки-Минск (Минск) (11) Сергей Вабищевич (2), Александр Кудрявцев (9), Виталий Лютыч (4), Никита Мещеряков (6), Дмитрий Полещук, Брион Раш, Девон Саддлер (2), Зисис Сарикопулос, Александр Семенюк (5), Кирилл Ситник, Алексей Тростинецкий (13). Тренер — Ростислав Вергун (2).
2019-20 Цмоки-Минск (Минск) (12) Евгений Белянков (4), Владислав Близнюк (1), Даниил Борисевич (1), Владимир Веремеенко (1), Бенджамин-Павел Дуду (1), Кристофер Клайберн (1), Томс Лейманис (1), Роберт Лоури, Александр Пустогвар (2), Андрей Рогозенко (2), Максим Салаш (2), Андрей Стабровский (2), Вадим Стубеда (1), Алексей Тростинецкий (14), Клавс Чаварс (1). Тренер – Ростислав Вергун (3).
2020-21 Цмоки-Минск (Минск) (13) Евгений Белянков (5), Владислав Близнюк (2), Даниил Борисевич (2), Владимир Веремеенко (2), Денис Викентьев, Роман Гесть, Никита Годун, Бенджамин-Павел Дуду (2), Кристофер Клайберн (2), Максим Коратцов (1), Дерек Кук, Виталий Лебедев, Томс Лейманис (2), Сергей Лемешевский (1), Ян Маринин, Алексей Навойчик, Давид Одиах, Тимофей Поролёв (1), Александр Пустогвар (3), Андрей Рогозенко (3), Андрей Стабровский (3), Никита Стасилевич, Вадим Стубеда (2), Вадим Третьяк (1), Алексей Тростинецкий (15), Клавс Чаварс (2), Кирилл Чумаков (2), Григорий Шарко. Тренер – Ростислав Вергун (4).
2021-22 Цмоки-Минск (Минск) (14) Евгений Белянков (6), Владислав Близнюк (3), Даниил Борисевич (3), Кирилл Васковцов (1), Бенджамин-Павел Дуду (3), Максим Коратцов (2), Даниил Коско (1), Тимофей Поролёв (2), Андрей Стабровский (4), Вадим Стубеда (3), Алексей Тростинецкий (16), Дарол Эрнандес-Зиненко. Тренер – Ростислав Вергун (5).
2022-23 БК Минск (Минск) (15) Владислав Близнюк (4), Даниил Борисевич (4), ДаКуан Брэйси, Бенджамин-Павел Дуду (4), Даниил Коско (2), Владислав Микульский (1), Владислав Мороз (1), Огнен Пантович, Константин Паско, Закари Смит (1), Вадим Стубеда (4), Вадим Третьяк (2), Алексей Тростинецкий (17), Йован Шливанчанин (1). Тренер – Ростислав Вергун (6).
2023-24 БК Минск (Минск) (16) Иван Аладко (2), Даниил Борисевич (5), Кирилл Васковцов (2), Бенджамин-Павел Дуду (5), Даниил Коско (3), Дмитрий Куратник, Владислав Микульский (2), Владислав Мороз (2), Григорий Мотовилов, Артём Секушенко, Закари Смит (2), Вадим Стубеда (5), Якоб Чебашек, Йован Шливанчанин (2), Роман Щербаков (1). Тренер – Алексей Суховецкий.
2024-25 Гродно-93 (Гродно) (9) Иван Аладко (3), Вадим Балякин, Даниил Борисевич (6), Кирилл Винокуров, Никола Джурич, Бенджамин-Павел Дуду (6), Данила Кисель, Сергей Лемешевский (2), Владислав Микульский (3), Алексей Тростинецкий (18), Егор Чеснов, Кирилл Чумаков (3), Илья Шарипов, Роман Щербаков (2). Тренер – Дмитрий Кузьмин.

## Клубы, выступавшие в Высшей лиге чемпионата Беларуси
| Название клуба                                                                                                  | Город                   | Сезоны в Высшей лиге чемпионата РБ (без учёта сезонов, проведённых в Первой лиге) | Высшее место в чемпионате РБ          |
| --- | ----------------------- | --------------------------------------------------------------------------------- | ------------------------------------- |
| РТИ / РТИ-РШВСМ / РТИ-ОЗАА / РТИ-РУОР                                                                           | Минск / Осиповичи       | 1992/93—2002/03                                                                   | 1 (1992/93, 1994/95)                  |
| РТИ-2-РУОР / РУОР / РШВСМ-РУОР / РГУОР                                                                          | Минск                   | 1992/93—1998/99, 2003/04, 2019/20—2020/21, с 2024/25                              | 1 (1993/94, 1996/97)                  |
| ЭНКА | Минская область         | 1992/93—1993/94                                                                   | 3 (1992/93)                           |
| Сож / Сож-Пластик / Сож-ГГУ / ГОЦОР-Сож / ГОЦОР-Сборная Гомельской области / Masita-ГОЦОР / Гомельские рыси-ГГУ | Гомель                  | 1992/93—1997/98, 2000/01, с 2005/06                                               | 3 (2012/13)                           |
| Университет | Гродно                  | 1992/93                                                                           | 5 (1992/93)                           |
| Торпедо / Автозаводец / Автозаводец-Дженти                                                                      | Минск                   | 1992/93—2000/01                                                                   | 3 (1993/94—1995/96, 1998/99)          |
| Темп / Темп-ОШВСМ / Борисфен / Борисфен-Каласы / ЦОР-Борисфен                                                   | Могилёв                 | 1992/93—2010/11, с 2012/13                                                        | 2 (2017/18—2021/22)                   |
| ОЗАА / СБК Осиповичи / Свислочь                                                                                 | Осиповичи               | 1992/93—1996/97, 2002/03—2013/14                                                  | 2 (2007/08)                           |
| Витязь | Витебск                 | 1992/93                                                                           | 9 (1992/93)                           |
| БК Гомель | Гомель                  | 1992/93                                                                           | 10 (1992/93)                          |
| Колос | Кричев                  | 1992/93                                                                           | 11 (1992/93)                          |
| Луч | Минск                   | 1992/93                                                                           | 12 (1992/93)                          |
| Крош / Гродно-93                                                                                                | Гродно                  | с 1993/94                                                                         | 1 (1995/96, 1997/98—2003/04, 2024/25) |
| БК Витебск | Витебск                 | 1994/95                                                                           | 8 (1994/95)                           |
| Шиком-Локомотив / Локомотив / Локомотив-КиС / Рубон                                                             | Витебск                 | с 1995/96                                                                         | 2 (1997/98, 2003/04)                  |
| Папирус / Папирус-Акдимол / Папирус-БГУ / БК Борисов / Борисов-БГУ                                              | Борисов                 | 1996/97—1999/2000, 2003/04—2004/05                                                | 5 (1996/97)                           |
| Гомельские рыси / Спартак-Кондитер                                                                              | Гомель                  | 1998/99—2003/04                                                                   | 2 (1999/2000, 2001/02)                |
| РТИ-ОЗАА-2 | Осиповичи               | 1998/99                                                                           | 7 (1998/99)                           |
| Гродно-2 | Гродно                  | 1998/99                                                                           | 9 (1998/99)                           |
| РШВСМ-БГПА | Минск                   | 1999/2000—2000/01                                                                 | 5 (2000/01)                           |
| Оранж-Академия                                                                                                  | Минская область         | 2001/02                                                                           | 6 (2001/02)                           |
| Минск-БНТУ / БНТУ                                                                                               | Минск / Минская область | 2002/03—2004/05, 2006/07—2009/10                                                  | 3 (2002/03)                           |
| БГУ | Минск                   | 2002/03—2003/04, 2014/15                                                          | 6 (2014/15)                           |
| РШВСМ | Минск                   | 2003/04                                                                           | 3 (2003/04)                           |
| ГОСДЮШОР | Гомель                  | 2003/04—2004/05                                                                   | 7 (2004/05)                           |
| Виталюр / Виталюр-РГУОР                                                                                         | Минск / Минская область | 2004/05—2010/11                                                                   | 1 (2004/05—2007/08)                   |
| Минск-2006 / Цмоки-Минск / БК Минск                                                                             | Минск                   | с 2006/07                                                                         | 1 (2008/09—2023/24)                   |
| БГУИР-РЦОР / БГУИР / Импульс-БГУИР                                                                              | Минск / Минская область | с 2010/11                                                                         | 3 (2020/21)                           |
| Минск-2006-2 / Цмоки-Минск-2 / Цмоки-Минск-Молод. / Минск-Молод.                                                | Минск                   | 2011/12—2023/24                                                                   | 3 (2011/12, 2013/14)                  |
| Принёманье / Принёманье-ГрГУ / Гродно-93-ГрГУ                                                                   | Гродно                  | с 2013/14                                                                         | 6 (2015/16)                           |
| БГЭУ-РЦОР / БГЭУ-РЦОП / БГЭУ-ГрандПринт                                                                         | Минск                   | 2014/15—2016/17                                                                   | 7 (2015/16)                           |
| СДЮШОР-Цмоки-Минск-3                                                                                            | Минск                   | 2014/15                                                                           | 10 (2014/15)                          |
| Рубон-2 / Рубон-Молод.                                                                                          | Витебск                 | 2014/15, с 2022/23                                                                | 10 (2022/23)                          |
| Динамо | Полоцк                  | 2014/15                                                                           | 13 (2014/15)                          |
| Сборная Брестской области / ЦОР-Виктория / БОК Виктория                                                         | Брест                   | с 2016/17                                                                         | 8 (2018/19)                           |
| РЦОП-СДЮШОР | Минск                   | с 2017/18                                                                         | 6 (2024/25)                           |
| Цмоки-Минск-Резерв / Минск-Резерв                                                                               | Минск                   | 2018/19—2019/20, 2021/22—2023/24                                                  | 3 (2018/19)                           |
| ЦОР-МГУ / Борисфен-Молод.                                                                                       | Могилёв                 | с 2022/23                                                                         | 11 (2024/25)                          |
| Гомельские рыси-Молод.                                                                                          | Гомель                  | 2023/24                                                                           | 14 (2023/24)                          |

## Первая лига
В 1999—2014 годах функционировала (с перерывом) Первая лига чемпионата Беларуси. В турнире принимали участие фарм-клубы команд Высшей лиги, а также команды, не имевшие возможности выступать в Высшей лиге по финансовым причинам.
Победители
| Год  | Чемпион               | 2 место                    | 3 место                   |
| ---- | --------------------- | -------------------------- | ------------------------- |
| 2014 | БКМ-РГУОР Минск       | БГУ Минск                  | Динамо Полоцк             |
| 2013 | БГУ Минск             | Гродно-93-2                | БНТУ Минск                |
| 2012 | Гродно-93-2           | БГУ Минск                  | Борисфен Могилёв          |
| 2011 | Гродно-93-2           | БГУ Минск                  | Локомотив-КиС-2 Витебск   |
| 2010 | Минск-2006-2          | БГУИР-РЦОР Минск           | Гродно-Азот               |
| 2009 | Гродно-Азот           | РГУОР Минск                | Минск-2006-2              |
| 2008 | Минск-2006-2          | Гродно-Азот                | БГУИР-РЦОР Минск          |
| 2007 | Гродно-Азот           | Импульс-БГУИР Минск        | Минск-2006-2              |
| 2006 | СДЮШОР-10-БГУФК Минск | ВГУ-Локомотив-КиС Витебск  | Гродно-93-2               |
| 2003 | РШВСМ Минск           | Логожск-Оранж Мин. обл.    | Гомельские рыси           |
| 2002 | БК Минск              | ОЗАА Осиповичи             | Спартак-ГОСДЮШОР Гомель   |
| 2001 | Гродно-2              | Оранж Минск                | БК Минск                  |
| 2000 | Гродно-2              | Автозаводец-Академия Минск | Энергетик-СДЮШОР-9 Гомель |

## Чемпионат Беларуси по баскетболу (сезон 2014—2015)
Чемпионат Беларуси по баскетболу 2014/2015 — 23-й чемпионат Республики Беларусь по баскетболу в Высшей лиге.
Общие сведения
Число участников: 13
Число городов: 6
Призовые места: чемпион — «Цмоки-Минск», второе место — «Гродно-93», третье место — «Борисфен»
Лучшие игроки
Бомбардир — Евгений Белянков, «Цмоки-Минск 2» (21.0 очка)
Ассистент — Бранко Миркович, «Цмоки-Минск» (8.14 передачи)
Подбирающий — Евгений Скрипко, «Динамо» (13.0 подбора)
Перехватывающий — Александр Кудрявцев, «Цмоки-Минск» (3.7 перехвата)
Блокирующий — Виталий Хохолко, БГЭУ-РЦОР (0.8 блок-шота)
Участники
БГУ, Минск, арена СК «БГУ», 2-е место в 1-й лиге в сезоне 2013/14
БГЭУ-РЦОР, Минск, СК БГЭУ, не участвовал в сезоне 2013/14
«Рубон», Витебск, Витебский центральный спорткомплекс, 9-е место в сезоне 2013/14
«ГОЦОР-Сож», Гомель, Гомельский ГОЦОР, 4-е место в сезоне 2013/14
«Гродно-93», Гродно, Спортивно-туристический центр, вице-чемпион в сезоне 2013/14
«Динамо», Полоцк, Спортзал СШ-18, 3-е место в 1-й лиге в сезоне 2013/14
«Импульс-БГУИР», Минск, СК БГУИР, 6-е место в сезоне 2013/14
«Принеманье-ГрГУ», Гродно, Спортивно-туристический центр, 8-е место в сезоне 2013/14
«Рубон-2», Витебск, Витебский центральный спорткомплекс, 4-е место в 1-й лиге в сезоне 2013/14
СДЮШОР «Цмоки-Минск» (Цмоки-Минск 3), Минск, СК Минск-2006, 7-е место в 1-й лиге в сезоне 2013/14
«Цмоки-Минск (2)», Минск, СК Минск-2006, 3-е место в сезоне 2013/14
«Борисфен», Могилев, СК Олимпиец, 7-е место в сезоне 2013/14
«Цмоки-Минск», Минск, СК Минск-2006, чемпион в сезоне 2013/14
На Исполкоме белорусской федерации баскетбола было принято решение упразднить Первую Лигу и существенно расширить Высшую Лигу. Новичками Высшей Лиги стали БГУ (серебряный призёр 1-й Лиги), «Рубон-2» (экс-«Витебск», занявший 4-е место в 1-й Лиге), минский БГЭУ-РЦОР, не участвовавший в официальных соревнованиях в сезоне 2013/14, и СДЮШОР «Цмоки-Минск», занявшая 7-е место в 1-й Лиге. Полоцкое «Динамо» (бронзовый призёр 1-й Лиги), начинало выступление в Высшей Лиге со 2-го этапа регулярного чемпионата. Основная команда «Цмоки-Минск» (действующий чемпион Беларуси) участвовала в чемпионате Высшей Лиги с полуфинальной стадии плей-офф.
Регулярный чемпионат
Регулярный сезон чемпионата Беларуси в сезоне 2014/15 был разделён на 2 этапа. На 1-м этапе каждая команда проводила по одной игре с каждым соперником. 6 лучших команд по итогам 1-го этапа отправлялись в группу «А» на 2-м этапе, а 5 остальных коллективов вместе с полоцким «Динамо» продолжали борьбу в группе «Б».
«Гродно-93», «Цмоки-Минск 2» и «ГОЦОР-Сож», потерпев по 1 поражению, разделили 1-е место по итогам 1-го этапа. Также в группу «А» попали «Рубон», «Борисфен» и БГУ. В группе «Б» оказались БГЭУ-РЦОР, СДЮШОР «Цмоки-Минск», «Рубон-2», «Принеманье», «Импульс-БГУИР» и «Динамо».
По итогам 2-го этапа лучшей командой регулярного чемпионата стало «Гродно-93», потерпевшее 3 поражения в 30 матчах сезона. «Цмоки-2» сенсационно вышли в плей-офф со второго места, тройку лидеров регулярного сезона замкнул могилёвский «Борисфен».
В первом раунде плей-офф до 2 побед сформировались следующие пары:
«Гродно-93» — БГУ
«Цмоки-Минск 2» — «ГОЦОР-Сож»
«Борисфен» — «Рубон»
Плей-офф
Первый раунд плей-офф: четвертьфинал
В сезоне 2014/15 плей-офф длился 3 раунда и проходил в виде серий до 2 (четвертьфинал), 3 (полуфинал) и 4 (финал) побед. В первом раунде «Цмоки-Минск 2» и «Гродно-93» выиграли свои серии со счетом 2-0, а «Борисфен» оформил выход в полуфинал лишь в заключительном матче серии против «Рубона».
Противостояние могилёвской и витебской команд — 3-го и 4-го коллективов по итогам регулярного сезона — стало одним из самых интересных в плей-офф-2014. «Рубон» неожиданно выиграл в гостях первый матч серии в овертайме (97:90 ОТ), однако не сумел одержать победу в домашней игре (73:83). В решающей встрече за выход в полуфинал в Могилёве также случился овертайм, где «Борисфен» сумел добиться виктории (83:81 ОТ).
«Гродно-93» — БГУ 2-0 (108:57, 95:56)
«Цмоки-Минск 2» — «ГОЦОР-Сож» 2-0 (85:56, 74:69)
«Борисфен» — «Рубон» 2-1 (90:97 ОТ, 83:73, 83:81 ОТ)
Второй раунд плей-офф: полуфинал
В полуфинальных сериях до 3 побед «Гродно-93» встречался с «Цмоки-Минск 2», а «Борисфен» — с «Цмоки-Минск». Обе серии завершились «сухими» победами гродненской и минской команд.
«Гродно-93» — «Цмоки-Минск 2» 3-0 (88:80, 90:86 ОТ, 97:74)
«Борисфен» — «Цмоки-Минск» 0-3 (59:100, 69:121, 62:113)
Третий раунд плей-офф: финал
В финальной серии в 6-й раз подряд встретились «Гродно-93» и «Цмоки-Минск». Минская команда выиграла все 4 матча серии со средней разницей в 33 очка и в 7-й раз подряд стала чемпионом Беларуси.
«Гродно-93» — «Цмоки-Минск» 0-4 (80:112, 74:87, 56:101, 70:112)
Серия за 3-е место
В серии за 3-е место до 4 побед играли «Цмоки-Минск 2» и «Борисфен». Несмотря на преимущество домашней площадки минчане начали серию с поражений, однако во второй игре в столице сравняли счёт. «Борисфен» взял оба домашних матча, повёл в серии 3-1 и в итоге завоевал бронзовые медали сезона 2014/15, разгромив «Цмоки-Минск 2» в 6-м матче (89:69).
«Цмоки-Минск 2» — «Борисфен» 2-4 (84:89, 91:88, 81:82, 68:79, 90:74, 69:89)
Утешительный плей-офф
Для проведения большего количества матчей в сезоне 2014/15 был проведён утешительный плей-офф для команд группы «Б», победитель которого получал право сыграть в серии за итоговые 5-8 места чемпионата Беларуси. Лучшей командой утешительного плей-офф оказался «Импульс-БГУИР», который в финале переиграл БГЭУ-РЦОР (95:69).
Четвертьфинальные серии до 2 побед
«Принеманье-ГрГУ» — «Динамо» 2-0 (99:71, 103:69)
«Рубон-2» — СДЮШОР «Цмоки-Минск» 1-2 (68:87, 71:66, 61:80)
Утешительный Финал Четырёх
Полуфиналы
БГЭУ-РЦОР — «Принеманье-ГрГУ» — 80:58
«Импульс-БГУИР» — СДЮШОР «Цмоки-Минск» (88:58)
Матч за 3-е место
«Принеманье-ГрГУ» — СДЮШОР «Цмоки-Минск» — 62:94
Финал
БГЭУ-РЦОР — «Импульс-БГУИР» — 69:95
Серия плей-офф за 5-8 места
«Рубон» — «Импульс-БГУИР» 2-0
«ГОЦОР-Сож» — БГУ 1-2
Серия плей-офф за 5-6 места
«Рубон» — БГУ 2-0
Серия плей-офф за 7-8 места
«ГОЦОР-Сож» — «Импульс-БГУИР» 2-1
Итоговое положение команд
1 — «Цмоки-Минск» (7-й титул)
2 — «Гродно-93»
3 — «Борисфен»
4 — «Цмоки-Минск 2»
5 — «Рубон»
6 — БГУ
7 — «ГОЦОР-Сож»
8 — «Импульс-БГУИР»
9 — БГЭУ-РЦОР
10 — СДЮШОР «Цмоки-Минск»
11 — «Принеманье-ГрГУ»
12 — «Рубон-2»
13 — «Динамо» Полоцк
Награды
Персональные награды по итогам сезона
Лучшие игроки финальной серии
Защитник — Дмитрий Кузьмин («Гродно-93»), форвард — Иван Мараш, центровой — Алексей Лашкевич, MVP — Бранко Миркович (все — «Цмокi- Мiнск»)
Символическая пятерка по версии Eurobasket.com
Дмитрий Кузьмин («Гродно-93», Кирилл Ситник («Гродно-93»), Евгений Белянков («Цмоки-Минск 2»), Евгений Сугоняко («Борисфен»), Сергей Козлов («Цмоки-Минск 2»)
MVP регулярного сезона по версии Eurobasket.com
Евгений Белянков («Цмоки-Минск 2»)
Чемпионский состав «Цмоки-Минск»
Александр Кудрявцев, Алексей Лашкевич, Виталий Лютыч, Иван Мараш, Никита Мещеряков, Бранко Миркович, Денис Пастухов, Александр Семенюк, Павел Ульянко, Рашон Фримен. Тренер — Игорь Грищук.

## Чемпионат Беларуси по баскетболу (сезон 2015—2016)
Чемпионат Беларуси по баскетболу 2015/2016 — 24-й чемпионат Республики Беларусь по баскетболу в Высшей лиге.
Общие сведения
Число участников: 9
Число городов: 5
Призовые места: чемпион — «Цмоки-Минск», второе место — «Гродно-93», третье место — «Борисфен»
Лучшие игроки
Бомбардир — Сергей Вабищевич, БГЭУ-РЦОП (21.3 очка)
Ассистент — Бранко Миркович, «Цмоки-Минск» (8.3 передачи)
Подбирающий — Марсель Овсепян, «Рубон» (10.2 подбора)
Перехватывающий — Александр Кудрявцев, «Цмоки-Минск» (2.8 перехвата)
Участники
БГЭУ-РЦОП, Минск, СК БГЭУ, 9-е место в сезоне 2014/15
«Рубон», Витебск, Витебский центральный спорткомплекс, 5-е место в сезоне 2014/15
«ГОЦОР-Сож», Гомель, Гомельский ГОЦОР, 7-е место в сезоне 2014/15
«Гродно-93», Гродно, Спортивно-туристический центр, вице-чемпион в сезоне 2014/15
«Импульс-БГУИР», Минск, СК БГУИР, 8-е место в сезоне 2014/15
«Принеманье-ГрГУ», Гродно, Спортивно-туристический центр, 11-е место в сезоне 2014/15
«Цмоки-Минск (2)», Минск, СК Минск-2006, 4-е место в сезоне 2014/15
«Борисфен», Могилев, СК Олимпиец, 3-е место в сезоне 2014/15
«Цмоки-Минск», Минск, СК Минск-2006, чемпион в сезоне 2014/15
Количество участников в сезоне 2015/16 сократилось с 13 до 9 — в Чемпионат Беларуси не подали заявки команды БГУ, СДЮШОР «Цмоки-Минск», «Рубон-2» и «Динамо Полоцк». Основная команда «Цмоки-Минск» (действующий чемпион Беларуси) участвовала в чемпионате Высшей Лиги с полуфинальной стадии плей-офф.
Регулярный чемпионат
Регулярный сезон чемпионата Беларуси в сезоне 2015/16 был разделён на 2 этапа. На 1-м этапе каждая команда проводила по одной игре с каждым соперником. 4 лучших команд по итогам 1-го этапа отправлялись в группу «А» на 2-м этапе, а 4 остальных коллектива продолжали борьбу в группе «Б».
«Гродно-93», не потерпев ни одного поражения, вышел во второй этап в статусе лидера. Также в группе «А» оказались могилёвский «Борисфен», а также столичные «Импульс-БГУИР» и «Цмоки-Минск 2». В группу «Б» квалифицировались «Рубон», «ГОЦОР-Сож», «Принеманье» и БГЭУ-РЦОП.
По итогам 2-го этапа лучшей командой регулярного чемпионата вновь стало «Гродно-93»: подопечные Андрея Василевко не потерпели ни единого поражения в 26 матчах «регулярки». Вторым с результатом 16-10 финишировал «Борисфен», третий посев в плей-офф обеспечил себе «Импульс-БГУИР», оставив «Цмоки-2» на 4-й строчке. Витебский «Рубон» выиграл группу «Б», оставив позади «Принеманье-ГрГУ», БГЭУ-РЦОП и «ГОЦОР-Сож». Все команды, кроме гомельского «ГОЦОР-Сож», вышли в плей-офф.
В первом раунде плей-офф до 2 побед сформировались следующие пары:
«Гродно-93» — «Принеманье-ГрГУ»
«Борисфен» — «Рубон»
«Импульс-БГУИР» — «Цмоки-Минск 2»
Плей-офф
Первый раунд плей-офф: четвертьфинал
В сезоне 2015/16 плей-офф длился 3 раунда и проходил в виде серий до 2 (четвертьфинал), 3 (полуфинал) и 4 (финал) побед. В первом раунде сеяные команды — «Гродно-93», «Борисфен» и «Импульс-БГУИР» — выиграли свои серии со счетом 2-0.
«Гродно-93» — «Принеманье-ГрГУ» 2-0 (90:55, 113:57)
«Борисфен» — «Рубон» 2-0 (104:79, 76:73 ОТ)
«Импульс-БГУИР» — «Цмоки-Минск 2» 2-0 (91:77, 77:71)
Второй раунд плей-офф: полуфинал
В полуфинальных сериях до 3 побед «Гродно-93» встречался с «Борисфеном», а «Импульс-БГУИР», впервые вышедший в полуфинал — с действующим чемпионом «Цмоки-Минск». Обе серии завершились «сухими» победами «Гродно» и «Цмоки».
«Гродно-93» — «Борисфен» 3-0 (94:71, 108:88, 87:68)
«Импульс-БГУИР» — «Цмоки-Минск» 0-3 (68:99, 66:123, 46:93)
Третий раунд плей-офф: финал
В финальной серии в 7-й раз подряд встретились «Гродно-93» и «Цмоки-Минск». Минская команда выиграла все 3 матча серии со средней разницей в 33 очка и в 8-й раз подряд стала чемпионом Беларуси.
«Гродно-93» — «Цмоки-Минск» 0-3 (85:111, 60:100, 84:100)
Серия за 3-е место
В серии за 3-е место до 3 побед играли «Импульс-БГУИР» и «Борисфен». В каждом из гостевых матчей минчане оказали упорное сопротивление сопернику из Могилёва, уступив лишь по 3 очка, однако «Борисфен» сумел завершить серию «всухую», разгромив «студентов» на их же площадке.
«Борисфен» — «Импульс-БГУИР» 3-0 (80:77, 86:83, 86:53)
Утешительный плей-офф
Для проведения большего количества матчей в сезоне 2015/16 был проведён утешительный плей-офф за итоговые 5-8 места чемпионата Беларуси. Неожиданно «Рубон» — лидер группы «Б» на втором этапе уступил в серии молодой гродненской команде «Принеманье». «Цмоки-2» без проблем справились с БГЭУ-РЦОПом, в тренерский штаб которого входил будущий тренер сборной Беларуси Александр Крутиков, а затем и с гродненским «Принеманьем». БГЭУ-РЦОП завершил сезон победной серией над «Рубоном».
Серия плей-офф за 5-8 места
«Рубон» — «Принеманье-ГрГУ» 2-3
«Цмоки-Минск 2» — БГЭУ-РЦОП 3-0
Серия плей-офф за 5-6 места
«Цмоки-Минск 2» — «Принеманье-ГрГУ» 3-0
Серия плей-офф за 7-8 места
«Рубон» — БГЭУ-РЦОП 2-3
Итоговое положение команд
1 — «Цмоки-Минск» (8-й титул)
2 — «Гродно-93»
3 — «Борисфен»
4 — «Импульс-БГУИР»
5 — «Цмоки-Минск 2»
6 — «Принеманье-ГрГУ»
7 — БГЭУ-РЦОП
8 — «Рубон»
9 — «ГОЦОР-Сож»
Награды
Персональные награды по итогам сезона
Лучшие игроки финальной серии
Защитник — Кирилл Ситник («Гродно-93»), форвард — Иван Мараш, центровой — Алексей Лашкевич, MVP — Джастин Грэй (все — «Цмоки-Минск»)
Символическая пятерка по версии Eurobasket.com
Кирилл Ситник («Гродно-93»), Максим Шустов («Импульс-БГУИР»), Роман Рубинштейн («Цмоки-Минск 2»), Евгений Сугоняко («Борисфен»), Максим Козловец («Борисфен»)
MVP регулярного сезона по версии Eurobasket.com
Евгений Сугоняко («Борисфен»)
Чемпионский состав «Цмоки-Минск»
Евгений Белянков, Джастин Грэй, Сергей Козлов, Александр Кудрявцев, Алексей Лашкевич, Виталий Лютыч, Иван Мараш, Бранко Миркович, Александр Семенюк, Павел Ульянко, Энтони Хиллиард. Тренер — Игорь Грищук.

## Чемпионат Беларуси по баскетболу (сезон 2016—2017)
Чемпионат Беларуси по баскетболу 2016/2017
Чемпионат Беларуси по баскетболу 2016/2017 — 25-й чемпионат Республики Беларусь по баскетболу в Высшей лиге.
Общие сведения
Число участников: 10
Число городов: 6
Призовые места: чемпион — «Цмоки-Минск», второе место — «Гродно-93», третье место — «Борисфен»
Лучшие игроки
Бомбардир — Сергей Вабищевич, «БГЭУ-ГрандПринт» (20.1 очка)
Ассистент — Максим Шустов, «Импульс-БГУИР» (8.3 передачи)
Подбирающий — Дмитрий Дмитрук, Сборная Брестской области (12.0 подбора)
Перехватывающий — Тимофей Веревкин, ГОЦОР-Сборная Гомельской области (2.4 перехвата)
Участники
«БГЭУ-ГрандПринт», Минск, СК БГЭУ, 7-е место в сезоне 2015/16
«Рубон», Витебск, Витебский центральный спорткомплекс, 8-е место в сезоне 2015/16
ГОЦОР-Сборная Гомельской области, Гомель, Гомельский ГОЦОР, 9-е место в сезоне 2015/16
«Гродно-93», Гродно, Спортивно-туристический центр, вице-чемпион в сезоне 2015/16
«Импульс-БГУИР», Минск, СК БГУИР, 4-е место в сезоне 2015/16
«Принеманье-ГрГУ», Гродно, Спортивно-туристический центр, 6-е место в сезоне 2015/16
«Цмоки-Минск (2)», Минск, СК Минск-2006, 5-е место в сезоне 2015/16
«Борисфен», Могилев, СК Олимпиец, 3-е место в сезоне 2015/16
«Цмоки-Минск», Минск, СК Минск-2006, чемпион в сезоне 2015/16
Сборная Брестской области, Брест, не участвовала в сезоне 2015/16
Количество участников в сезоне 2015/16 увеличилось с 9 до 10 — в Чемпионат Беларуси заявилась сборная Брестской области. Основная команда «Цмоки-Минск» (действующий чемпион Беларуси) участвовала в чемпионате Высшей Лиги с полуфинальной стадии плей-офф.
Регулярный чемпионат
В регулярном сезоне чемпионата Беларуси в сезоне 2016/17 произошли изменения: вместо 2-этапного турнира было принято решение провести регулярный чемпионат с 1 этапом без разделения на группы. Все матчи проводились по выходным и по системе спаренного тура: за 2 дня команды играли 2 встречи подряд.
«Борисфен», который усилился литовским защитником Витаутасом Камарунасом, впервые в истории клуба занял 1-е место в регулярном чемпионате, потерпев всего 3 поражения в 32 матчах. На старте сезона могилёвская команда выдала серию из 14 побед подряд, 12 из которых одержала на выезде. Второе место осталось за «Гродно-93», который долгое время шёл первым в турнирной таблице, но перед завершением регулярного чемпионата неожиданно потерпел поражения от «Рубона» и «Цмоки-Минск 2». Третье место, гарантировавшее преимущество домашней площадке в первом раунде плей-офф, завоевал «Рубон». Также участниками четвертьфинала стали «Цмоки-Минск 2», «Импульс-БГУИР» и «БГЭУ-ГрандПринт».
В первом раунде плей-офф до 2 побед сформировались следующие пары:
«Гродно-93» — «Импульс-БГУИР»
«Борисфен» — «БГЭУ-ГрандПринт»
«Рубон» — «Цмоки-Минск 2»
Плей-офф
Первый раунд плей-офф: четвертьфинал
В сезоне 2016/17 плей-офф длился 3 раунда и проходил в виде серий до 2 (четвертьфинал) и 3 (полуфинал, финал) побед. В первом раунде две лучшие команды «регулярки» — «Гродно-93» и «Борисфен» — выиграли свои серии со счетом 2-0.
Серия между «Рубоном» и «Цмоки 2» стала одной из самых драматичных в этом розыгрыше плей-офф. «Рубон» уверенно выиграл первую домашную встречу и был близок к закрытию серии, ведя «+9» во второй. Однако «Цмоки 2» сумели отыграться, а Андрей Стабровский принес победу своей команде за 4 секунды до сирены. В третьем матче, который состоялся в Минске, камбэк[прояснить] совершил уже «Рубон»: проигрывая 17 очков, подопечные Руслана Бойдакова сумели сравнять счет и в 4-й четверти добиться выхода в полуфинал.
«Гродно-93» — «Импульс-БГУИР» — 2-0 (87:69, 86:77)
«Борисфен» — «БГЭУ-ГрандПринт» — 2-0 (72:61, 66:61)
«Рубон» — «Цмоки-Минск 2» — 2-0 (75:70, 63:64, 81:77)
Второй раунд плей-офф: полуфинал
В полуфинальных сериях до 3 побед «Гродно-93» встречался с «Борисфеном», а «Рубон» — с действующим чемпионом «Цмоки-Минск». Минчане без проблем завершили серию сухой победой.
Серия между «Борисфеном» и «Гродно-93» растянулась на 5 матчей. Гродненская команда отобрала преимущество домашней площадки у соперника уже в первой игре, одержав победу в Могилеве. «Гродно-93» был близок и ко второй выездной победе, но, лидируя с 13-очковым преимуществом в основное время, уступил в овертайме. Серия переехала в Гродно, где команды также обменялись победами. В заключительной встрече, которая проходила в Могилеве, «Гродно-93» крупно обыграл «Борисфен» — по ходу матча разница в счете достигала 25 очков.
«Борисфен» — «Гродно-93» 2-3 (62:65, 79:74, 89:85, 62:74, 83:98)
«Рубон» — «Цмоки-Минск» 0-3 (75:116, 68:123, 60:90)
Третий раунд плей-офф: финал
В финальной серии в 8-й раз подряд встретились «Гродно-93» и «Цмоки-Минск». Минская команда выиграла все 3 матча серии со средней разницей в 25.6 очка и в 9-й раз подряд стала чемпионом Беларуси.
«Гродно-93» — «Цмоки-Минск» 0-3 (68:107, 85:101, 86:64)
Серия за 3-е место
В серии за 3-е место до 3 побед играли «Рубон» и «Борисфен». В каждом из матчей витебляне оказали упорное сопротивление сопернику из Могилева и выиграли одну из домашних встреч. Несмотря на это, «Борисфен» выиграл серию и стал бронзовым призёром чемпионата Беларуси.
«Борисфен» — «Рубон» 3-1 (83:80, 94:72, 82:91, 96:84)
Утешительный плей-офф
Для проведения большего количества матчей в сезоне 2016/17 и определения итоговой расстановки команд был организован утешительный плей-офф за 5-8 места, а также состоялась серия за 9-10 места.
Серия плей-офф за 5-8 места
«Цмоки-Минск 2» — «Принеманье-ГрГУ» 3-1
«Импульс-БГУИР» — «БГЭУ-ГрандПринт» 3-1
Серия плей-офф за 5-6 места
«Цмоки-Минск 2» — «Импульс-БГУИР» 3-2
Серия плей-офф за 7-8 места
«БГЭУ-ГрандПринт» — «Принеманье-ГрГУ» 1-3
Серия плей-офф за 9-10 места
Сборная Брестской области — ГОЦОР-Сборная Гомельской области 2-1
Итоговое положение команд
1 — «Цмоки-Минск» (9-й титул)
2 — «Гродно-93»
3 — «Борисфен»
4 — «Рубон»
5 — «Цмоки-Минск 2»
6 — «Импульс-БГУИР»
7 — «Принеманье-ГрГУ»
8 — БГЭУ-РЦОП
9 — Сборная Брестской области
10 — ГОЦОР-Сборная Гомельской области
Награды
Персональные награды по итогам сезона
Лучшие игроки финальной серии
Защитник — Дмитрий Кузьмин, форвард — Кирилл Ситник (оба — «Гродно-93»), центровой — Алексей Лашкевич, MVP — Александр Семенюк (оба — «Цмоки-Минск»)
Символическая пятерка по версии Eurobasket.com
Дмитрий Кузьмин («Гродно-93»), Иван Аладко («Рубон»), Андрей Навойчик («Гродно-93»), Максим Лютыч («Цмоки-Минск 2»), Максим Козловец («Борисфен»)
MVP регулярного сезона по версии Eurobasket.com
Максим Козловец («Борисфен»)
Чемпионский состав «Цмоки-Минск»
Евгений Белянков, Джастин Грей, Антонио Грейвс, Александр Кудрявцев, Алексей Лашкевич, Никита Мещеряков, Александр Семенюк, Алексей Тростинецкий, Павел Ульянко. Тренер — Александр Крутиков.

## Чемпионат Беларуси по баскетболу (сезон 2017—2018)
Чемпионат Беларуси по баскетболу 2017/2018 — 26-й чемпионат Республики Беларусь по баскетболу в Высшей лиге.
Общие сведения
Число участников: 10
Число городов: 6
Призовые места: чемпион — «Цмоки-Минск», второе место — «Борисфен», третье место — «Гродно-93»
Лучшие игроки
Бомбардир — Тимофей Веревкин, ГОЦОР-Сборная Гомельской области (21.4 очка)
Ассистент — Алекс Стротер, «Борисфен» (8.2 передачи)
Подбирающий — Геннадий Захар, «Импульс-БГУИР» (10.8 подбора)
Перехватывающий — Алекс Стротер, «Борисфен» (2.9 перехвата)
Блокирующий — Герман Плотников, РЦОП-СДЮШОР (0.5 блок-шота)
Участники
РЦОП-СДЮШОР, Минск, СК Минск-2006, не участвовал в сезоне 2016/17
«Рубон», Витебск, Витебский центральный спорткомплекс, 4-е место в сезоне 2016/17
ГОЦОР-Сборная Гомельской области, Гомель, Гомельский ГОЦОР, 10-е место в сезоне 2016/17
«Гродно-93», Гродно, Спортивно-туристический центр, вице-чемпион в сезоне 2016/17
«Импульс-БГУИР», Минск, СК БГУИР, 6-е место в сезоне 2016/17
«Принеманье-ГрГУ», Гродно, Спортивно-туристический центр, 7-е место в сезоне 2016/17
«Цмоки-Минск (2)», Минск, СК Минск-2006, 5-е место в сезоне 2016/17
«Борисфен», Могилев, СК Олимпиец, 3-е место в сезоне 2016/17
«Цмоки-Минск», Минск, СК Минск-2006, чемпион в сезоне 2016/17
Сборная Брестской области, Брест, 9-е место в 2016/17
Количество участников в сезоне 2017/18 осталось прежним, но в составе произошли изменения: вместо «БГЭУ-ГрандПринта» в чемпионат Беларуси заявилась команда РЦОП-СДЮШОР. Команда «Цмоки-Минск» (действующий чемпион Беларуси) после внутриклубной реорганизации вернулась в регулярный чемпионат Беларуси.
Регулярный чемпионат
В регулярном сезоне чемпионата Беларуси в сезоне 2017/18 было принято решение вернуться к 2-раундовой системе: 5 лучших команд по итогам 1-го этапа выходили в группу «А», следующие 5 команд продолжали борьбу за место в плей-офф в группе «Б». 3 лучшие команды группы «Б» получали право сыграть в четвертьфинале вместе со всеми участниками группы «А».
С большим отрывом на первом этапе лидировали 3 команды — «Цмоки-Минск», «Гродно-93» и «Борисфен». Чуть позже к ним присоединился «Рубон», а пятой командой группы «А» стал «Импульс-БГУИР», который обошел «Цмоки-Минск 2» по дополнительным показателям.
По итогам регулярного чемпионата тройка лидеров — «Цмоки-Минск», «Гродно-93» и «Борисфен» — имела одинаковое количество побед и поражений. Однако по дополнительным показателям «Цмоки» заняли первое место, «Гродно-93» — второе, а «Борисфен» — третье. «Рубон» финишировал четвёртым, «Импульс-БГУИР» — пятым. Также в плей-офф пробились «Цмоки-Минск 2», ГОЦОР-Сборная Гомельской области и «Принеманье-ГрГУ».
В первом раунде плей-офф до 2 побед сформировались следующие пары:
«Цмоки-Минск» — «Принеманье-ГрГУ»
«Гродно-93» — ГОЦОР-Сборная Гомельской области
«Рубон» — «Импульс-БГУИР»
«ЦОР-Борисфен» — «Цмоки-Минск 2»
Плей-офф
Первый раунд плей-офф: четвертьфинал
В сезоне 2017/18 плей-офф длился 3 раунда и проходил в виде серий до 2 (четвертьфинал) и 3 (полуфинал, финал) побед. «Гродно-93» и «Цмоки-Минск» всухую выиграли свои серии.
«Борисфен» лишь в третьем матче оформил выход в полуфинал: во втором матче четвертьфинальной серии могилевчане оступились в Минске.
Витебский «Рубон» также вышел в полуфинал в решающем матче против «Импульса», воспользовавшись преимуществом домашней площадки: все победы в этой серии команды одержали дома.
«Цмоки-Минск» — «Принеманье-ГрГУ» 2-0 (97:43, 85:60)
«Гродно-93» — ГОЦОР-Сборная Гомельской области 2-0 (95:60, 132:64)
«Рубон» — «Импульс-БГУИР» 2-1 (72:67, 96:109, 79:66)
«ЦОР-Борисфен» — «Цмоки-Минск 2» 2-1 (85:80, 68:78, 96:68)
Второй раунд плей-офф: полуфинал
В полуфинальной серии до 3 побед «Цмоки-Минск» играли с «Рубоном», а «Борисфен» — с «Гродно-93». Минчане выиграли серию в кратчайшие сроки.
Серия между гродненской и могилевской командами, как и в предыдущем сезоне, растянулась на 5 матчей. «Гродно-93» открыл серию домашней победой в овертайме, однако на следующий день проиграл. Команды переехали в Могилев, где ситуация повторилась: в третьем матче серии в двух овертаймах выиграли хозяева паркета, в четвёртом — гости. В решающей игре обе команды по очереди выходили вперед, отрываясь на 12 очков. Форвард «Гродно-93» имел возможность перевести матч в овертайм, однако реализовал лишь 2 из 3 штрафных на последней секунде встречи. «Борисфен» впервые в истории клуба вышел в финал чемпионата Беларуси.
«Гродно-93» — «Борисфен» 2-3 (85:81, 99:109, 100:108 2 ОТ, 107:93, 79:80)
«Цмоки-Минск» — «Рубон» 0-3 (111:74, 88:81, 90:59)
Третий раунд плей-офф: финал
В финальной серии впервые в истории встретились «Борисфен» и «Цмоки-Минск». Минская команда выиграла все 3 матча серии со средней разницей в 22 очка и в 10-й раз подряд стала чемпионом Беларуси.
«Цмоки-Минск» — «Борисфен» 3-0 (98:58, 100:86, 94:82)
Серия за 3-е место
В серии за 3-е место до 3 побед играли «Рубон» и «Гродно-93».
«Гродно-93» — «Рубон» 3-0 (110:79, 98:73, 103:86)
Утешительный плей-офф
Для проведения большего количества матчей в сезоне 2017/18 и определения итоговой расстановки команд был организован утешительный плей-офф за 5-8 места
Серия плей-офф за 5-8 места
«Цмоки-Минск 2» — ГОЦОР-Сборная Гомельской области 2-0
«Импульс-БГУИР» — «Принеманье-ГрГУ» 2-1
Серия плей-офф за 5-6 места
«Импульс-БГУИР» — «Цмоки-Минск 2» 2-1
Серия плей-офф за 7-8 места
ГОЦОР-Сборная Гомельской области — «Принеманье-ГрГУ» 0-2
Итоговое положение команд
1 — «Цмоки-Минск» (10-й титул)
2 — «Борисфен»
3 — «Гродно-93»
4 — «Рубон»
5 — «Импульс-БГУИР»
6 — «Цмоки-Минск 2»
7 — «Принеманье-ГрГУ»
8 — ГОЦОР-Сборная Гомельской области
9 — Сборная Брестской области
10 — РЦОП-СДЮШОР
Награды
Персональные награды по итогам сезона
Лучшие игроки чемпионата
Защитник — Кирилл Ситник («Гродно-93»), форвард — Бенджамин Дуду («Борисфен»), центровой — Алексей Семенюк, MVP — Евгений Белянков (оба — «Цмоки-Минск»)
Символическая пятерка по версии Eurobasket.com
Кирилл Ситник («Гродно-93»), Алекс Стротер («Борисфен»), Евгений Белянков («Цмоки-Минск»), Бенджамин Дуду («Борисфен»), Андрей Кулиш («Гродно-93»)
MVP регулярного сезона по версии Eurobasket.com
Кирилл Ситник («Гродно-93»)
Чемпионский состав «Цмоки-Минск»
Иван Аладко, Евгений Белянков, Дмитрий Борисёнок, Сергей Вабищевич, Антон Вашкевич, Тимофей Евсиевич, Вячеслав Корж, Александр Кудрявцев, Алексей Лашкевич, Максим Лютыч, Никита Мещеряков, Андрей Навойчик, Виктор Овсепян, Андрей Рогозенко, Дмитрий Росликов, Роман Рубинштейн, Девон Саддлер, Максим Сазонов, Максим Салаш, Александр Семенюк, Андрей Стабровский, Сергей Татур, Алексей Тростинецкий, Кристофер Черапович, Кирилл Чумаков. Тренер — Ростислав Вергун.

## Чемпионат Беларуси по баскетболу (сезон 2018—2019)
Чемпионат Беларуси по баскетболу 2018/2019 — 27-й чемпионат Республики Беларусь по баскетболу в Высшей лиге.
Общие сведения
Число участников: 11
Число городов: 6
Призовые места: чемпион — «Цмоки-Минск», второе место — «Борисфен», третье место — «Цмоки-Минск Резерв»
Лучшие игроки
Бомбардир — Тимофей Веревкин, ГОЦОР-Сборная Гомельской области (27.8 очка)
Ассистент — Валентин Назаров, «Импульс-БГУИР» (10.4 передачи)
Подбирающий — Кирилл Винокуров, Сборная Брестской области (10.6 подбора)
Перехватывающий — Брайан Старр, «Борисфен» (3.3 перехвата)
Участники
РЦОП-СДЮШОР, Минск, СК Минск-2006, 10-е место в сезоне 2017/18
«Рубон», Витебск, Витебский центральный спорткомплекс, 4-е место в сезоне 2017/18
ГОЦОР-Сборная Гомельской области, Гомель, Гомельский ГОЦОР, 8-е место в сезоне 2017/18
«Гродно-93», Гродно, Спортивно-туристический центр, 3-е место в сезоне 2017/18
«Импульс-БГУИР», Минск, СК БГУИР, 5-е место в сезоне 2017/18
«Принеманье-ГрГУ», Гродно, Спортивно-туристический центр, 7-е место в сезоне 2017/18
«Цмоки-Минск (2)», Минск, СК Минск-2006, 6-е место в сезоне 2017/18
«Борисфен», Могилев, СК Олимпиец, вице-чемпион в сезоне 2017/18
«Цмоки-Минск», Минск, СК Минск-2006, чемпион в сезоне 2017/18
Сборная Брестской области, Брест, 9-е место в сезоне 2017/18
«Цмоки-Минск Резерв», Минск, СК Минск-2006, не участвовал в сезоне 2017/18
Количество участников в сезоне 2018/19 увеличилось: баскетбольный клуб «Цмоки-Минск» заявил в регулярный чемпионат резервную команду, а основная команда «Цмоки-Минск» принимала участие со второго раунда плей-офф.
Регулярный чемпионат
Регулярный сезон чемпионата Беларуси в сезоне 2018/19 прошел в 2 этапа. 4 лучших команд по итогам 1-го этапа выходили в группу «А», другие 6 команд продолжали борьбу за место в плей-офф в группе «Б». Две лучшие команды группы «Б» выходили в четвертьфинал, а третья команда группы получала право сыграть в утешительном плей-офф за 5-8 места.
После завершения 1-го этапа в турнирной таблице сложилась уникальная ситуация: 3 лидирующие команды — «Борисфен», «Гродно-93» и «Цмоки-Минск Резерв» — финишировали с одинаковым количеством побед и поражений, по разу обыграв своих главных соперников. Четвёртой командой в группе «А» стал «Цмоки-Минск 2», который обошел «Рубон» по дополнительным показателям.
Победителем регулярного чемпионата стал «Борисфен»: команда Андрея Кривоноса в 12 матчах потерпела лишь 2 поражения. «Цмоки-Резерв» финишировал вторым, «Гродно-93» — третьим, а четверку замкнул «Цмоки-Минск 2». В группе «Б» в упорной борьбе «Импульс-БГУИР» отобрал первое место у «Рубона» — эти 2 команды в итоге стали четвертьфиналистами. Сборная Брестской области впервые в 2-летней истории команды вышла в плей-офф и приняла участие в сериях за 5-8 места.
В первом раунде плей-офф до 2 побед сформировались следующие пары:
«Борисфен» — «Рубон»
«Цмоки-Минск Резерв» — «Импульс-БГУИР»
«Гродно-93» — «Цмоки-Минск 2»
Плей-офф
Первый раунд плей-офф: четвертьфинал
В сезоне 2018/19 плей-офф длился 3 раунда и проходил в виде серий до 2 (четвертьфинал) и 3 (полуфинал, финал) побед. «Гродно-93» и «Борисфен» всухую выиграли свои серии.
«Цмоки-Минск Резерв» лишь в третьем матче оформил выход в полуфинал: во втором матче четвертьфинальной серии «Драконы» неожиданно уступили «Импульс-БГУИРу». «Импульс-БГУИР» был в шаге от сенсации — университетская команда проиграла в решающей игре лишь в овертайме.
«Борисфен» — «Рубон» — 2-0 (99:79, 115:75)
«Цмоки-Минск Резерв» — «Импульс-БГУИР» — 2-1 (96:90, 85:92, 87:82 ОТ)
«Гродно-93» — «Цмоки-Минск 2» — 2-0 (84:50, 79:72)
Второй раунд плей-офф: полуфинал
В полуфинальной серии до 3 побед «Цмоки-Минск» играли с «Гродно-93», а «Борисфен» — с «Цмоки-Минск Резервом». Оба прошлогодних финалиста — «Цмоки-Минск» и «Борисфен» — выиграли свои серии всухую.
«Борисфен» — «Цмоки-Минск Резерв» 3-0 (68:62, 76:65, 74:72)
«Гродно-93» — «Цмоки-Минск» 0-3 (63:93, 89:109, 58:104)
Третий раунд плей-офф: финал
В финальной серии во второй раз в истории — и во второй раз подряд — встретились «Борисфен» и «Цмоки-Минск». Минская команда выиграла все 3 матча серии с минимальной средней разницей за последние 6 лет — 13.7 очка — и в 11-й раз подряд стала чемпионом страны.
«Цмоки-Минск» — «Борисфен» 3-0 (76:64, 89:69, 80:71)
Серия за 3-е место
В серии за 3-е место до 3 побед играли «Цмоки-Минск Резерв» и «Гродно-93». «Бронзовая» серия растянулась на 4 игры: «Цмоки» одержали победу в первом домашнем матче, после чего «Гродно-93» сравнял счет. Серия переехала в Гродно, где «Драконы» выиграли обе встречи и в первый же год существования команды завоевали третье место в чемпионате Беларуси.
«Гродно-93» впервые с 2009 года не попал в призовые места чемпионата Беларуси. Этот случай стал третьим в истории клуба, который был образован в 1993-м году.
«Цмоки-Минск Резерв» — «Гродно-93» 3-1 (93:81, 69:71, 90:76, 88:80)
Утешительный плей-офф
Для проведения большего количества матчей в сезоне 2018/19 и определения итоговой расстановки команд был организован утешительный плей-офф за 5-8 места
Серия плей-офф за 5-8 места
«Цмоки-Минск 2» — Сборная Брестской области 2-0
«Импульс-БГУИР» — «Рубон» 2-1
Серия плей-офф за 5-6 места
«Цмоки-Минск 2» — «Импульс-БГУИР» 0-2
Серия плей-офф за 7-8 места
«Рубон» — Сборная Брестской области 2-0
Итоговое положение команд
1 — «Цмоки-Минск» (10-й титул)
2 — «Борисфен»
3 — «Цмоки-Минск Резерв»
4 — «Гродно-93»
5 — «Импульс-БГУИР»
6 — «Цмоки-Минск 2»
7 — «Рубон»
8 — Сборная Брестской области
9 — РЦОП-СДЮШОР
10 — «Принеманье-ГрГУ»
11 — ГОЦОР-Сборная Гомельской области
Награды
Персональные награды по итогам сезона
Лучшие игроки чемпионата
Защитник — Брайан Старр («Борисфен»), форвард — Илья Шарипов («Гродно-93»), центровой — Вадим Прокопенко («Борисфен»), MVP — Девон Саддлер («Цмоки-Минск»)
Символическая пятерка по версии Eurobasket.com
Брайан Старр («Борисфен»), Андрей Рогозенко («Цмоки-Минск Резерв»), Илья Шарипов («Гродно-93»), Максим Козловец («Импульс-БГУИР»), Вадим Прокопенко ("Борисфен)
MVP регулярного сезона по версии Eurobasket.com
Брайан Старр («Борисфен»)
Чемпионский состав «Цмоки-Минск»
Сергей Вабищевич, Александр Кудрявцев, Виталий Лютыч, Никита Мещеряков, Дмитрий Полещук, Брион Раш, Девон Саддлер, Зисис Сарикопулос, Александр Семенюк, Кирилл Ситник, Алексей Тростинецкий . Тренер — Ростислав Вергун.

## Чемпионат Беларуси по баскетболу (сезон 2019—2020)
Чемпионат Беларуси по баскетболу 2019/2020 — 28-й чемпионат Республики Беларусь по баскетболу в Высшей лиге.
Общие сведения
Число участников: 12
Число городов: 6
Участники
РЦОП-СДЮШОР, Минск, СК Минск-2006, 9-е место в сезоне 2018/19
«Рубон», Витебск, Витебский центральный спорткомплекс, 7-е место в сезоне 2018/19
«Masita-ГОЦОР Гомельской области», Гомель, Гомельский ГОЦОР, 11-е место в сезоне 2018/19
«Гродно-93», Гродно, Спортивно-туристический центр, 4-е место в сезоне 2018/19
«Импульс-БГУИР», Минск, СК БГУИР, 5-е место в сезоне 2018/19
«Принеманье-ГрГУ», Гродно, Спортивно-туристический центр, 10-е место в сезоне 2018/19
«Цмоки-Минск (2)», Минск, СК Минск-2006, 6-е место в сезоне 2018/19
«Борисфен», Могилев, СК Олимпиец, 2-е место в сезоне 2018/19
«Цмоки-Минск», Минск, СК Минск-2006, чемпион в сезоне 2018/19
Сборная Брестской области, Брест, 8-е место в 2018/19
«Цмоки-Минск Резерв», Минск, СК Минск-2006, 3-е место в сезоне 2018/19
РГУОР, Минск, СК УОР, не участвовал в сезоне 2018/19
Количество участников в сезоне 2018/19 увеличилось: со второго этапа регулярного чемпионата принимала участие команда РГУОР. Основная команда «Цмоки-Минск» — действующий чемпион — принимала участие со второго раунда плей-офф.
Регулярный чемпионат
Регулярный сезон чемпионата Беларуси в сезоне 2019/20 проходил в 2 этапа. 6 лучших команд по итогам 1-го этапа выходили в группу «А», другие 4 команды, а также РГУОР, продолжали борьбу в группе «Б» за место в плей-офф. Лучшая команда группы «Б» получала право сыграть в утешительном плей-офф за 5-8 места.
На 1-м групповом этапе каждая команда встречалась со всеми соперниками по одному разу. «Гродно-93» и «Борисфен» организовали тандем лидеров и с одним поражением в пассиве вышли в группу «А» с первого места. Также в группе «А» оказались «Цмоки Резерв», «Рубон», «Импульс-БГУИР» и «Цмоки-Минск 2».
Приостановка сезона в связи с пандемией COVID-19
16 марта 2020 года розыгрыш мужского чемпионата Беларуси был приостановлен в связи с негативным развитием эпидемиологической ситуации COVID-19 в мире
До конца регулярного сезона оставалось чуть меньше месяца. Первую строчку в группе «А» занимал могилевский «Борисфен». На втором месте расположился «Гродно-93», следом шли «Рубон» и «Цмоки-Минск Резерв». «Импульс-БГУИР» занимал пятое место, «Цмоки-Минск 2» замыкал таблицу в своей группе. Главным претендентом на выход в утешительный плей-офф за 5-8 места была сборная Гомельской области — она опережала конкурентов из сборной Брестской области на 2 победы.
22 мая состоялось заседание исполкома белорусской федерации баскетбола, на котором было принято решение провести завершающие матчи чемпионата Республики Беларусь по баскетболу среди мужских команд сезона 2019/20 в сентябре 2020 года в формате «Финалов четырёх» за 1-4 места. Участниками финала стали «Цмоки-Минск», «ЦОР-Борисфен», «Рубон» и «Гродно-93». Места остальных команд оказались распределены в соответствии с положением в турнирной таблице на момент приостановки сезона.
Итоговое положение команд в мужском чемпионате Беларуси с 5 по 12
5. «Цмоки-Минск Резерв»
6. «Импульс-БГУИР»
7. «Цмоки-Минск 2»
8. «Masita-ГОЦОР Гомельской области»
9. Сборная Брестской области
10. «Принеманье-ГрГУ»
11. РЦОП-СДЮШОР
12. РГУОР